# Das Sommerhaus der Stars – Kampf der Promipaare/Staffel 7
Die 7. Staffel der deutschen Reality-Show Das Sommerhaus der Stars – Kampf der Promipaare wurde vom 7. September bis zum 9. Oktober 2022 jeweils mittwochs und sonntags auf dem Privatsender RTL ausgestrahlt. Innerhalb von Folge 10 wurde nach dem Finale die Aftershow Das große Wiedersehen ausgestrahlt, bei der, unter Moderation von Frauke Ludowig, alle Paare nochmals auftraten und die vergangene Staffel besprachen und analysierten. Begleitend zur Staffel wurde auf RTL+ ein Podcast zur Sendung veröffentlicht. Moderator Martin Tietjen und Trash-TV-Experte Anredo besprachen und analysierten zu jeder ausgestrahlten Folge das Geschehen mit den ausgeschiedenen Paaren und prominenten Gästen.
Wie in Staffel 5 und Staffel 6 wurde erneut in Bocholt-Barlo auf einem Bauernhof gedreht. Patrick Romer und Antonia Hemmer wurden das Promi-Paar 2022.

## Teilnehmer
| Platz | Teilnehmer                                                       | Bekannt geworden als | Einzug in Folge | Auszug in Folge | Rausgewählt mit […] Stimmen                  |
| ----- | ---------------------------------------------------------------- | --- | --------------- | --------------- | -------------------------------------------- |
| 1     | Patrick Romer (26) und seine Freundin Antonia Hemmer (22)        | Bauer sucht Frau-Paar, gemeinsame Teilnahme bei CoupleChallenge | 1               | 10              |                                              |
| 2     | Marco Cerullo (33) und seine Freundin Christina Grass (33)       | Darsteller bei Krass Schule – Die jungen Lehrer, Teilnehmer bei Die Bachelorette, Bachelor in Paradise, Ich bin ein Star – Holt mich hier raus! und CoupleChallenge / Darstellerin bei Schwestern – Volle Dosis Liebe, Teilnehmerin bei Der Bachelor, Bachelor in Paradise und CoupleChallenge | 5               | 10              |                                              |
| 3     | Diogo Sangre (27) und seine Freundin Vanessa Mariposa (29)       | Teilnehmer bei Ex on the Beach, Temptation Island VIP und Are You The One? / Gewinnerin bei Club der guten Laune, Teilnehmerin bei Ex on the Beach und Are You The One? | 7               | 10              |                                              |
| 4     | Cosimo Citiolo (40) und seine Freundin Nathalie Gaus (31)        | Sänger, mehrfacher Teilnehmer bei Deutschland sucht den Superstar, Teilnehmer bei Big Brother und Kampf der Realitystars / – | 1               | 10              |                                              |
| 5     | Stephen Dürr (47) und seine Ehefrau Katharina Dürr (39)          | Schauspieler, Darsteller u. a. bei Unter uns und Alles was zählt, Teilnehmer bei Promi Big Brother / Teilnehmerin bei Der Bachelor | 1               | 9               | 4 von 5 Exit-Duell                           |
| 6     | Mario Basler (53) und seine Freundin Doris Büld (52)             | Fußballspieler, Teilnehmer bei Promi Big Brother / – | 1               | 8               | freiwilliger Auszug                          |
| 7     | Sascha Mölders (37) und seine Ehefrau Ivonne Mölders (42)        | Fußballspieler / – | 1               | 7               | 3 von 6 Entscheidung von Patrick und Antonia |
| 8     | Eric Sindermann (33) und seine Freundin Katharina Hambüchen (27) | Handballer, Modedesigner, Teilnehmer bei Ex on the Beach und Promi Big Brother / – | 1               | 6               | freiwilliger Auszug                          |
| 9     | Kader Loth (49) und ihr Ehemann Ismet Atli (51)                  | Teilnehmerin bei Big Brother, Die Alm, Die Burg, Wild Girls, Ich bin ein Star – Holt mich hier raus! und Kampf der Realitystars / – | 1               | 5               | 1 von 7 Exit-Duell                           |
| 10    | Marcel Dähne (28) und seine Freundin Lisa-Marie Weinberger (24)  | YouTuber-Paar, gemeinsame Teilnahme bei CoupleChallenge | 1               | 3               | 6 von 8                                      |

## Nominierungen
|                      | Runde 1 (Folge 2)                                  | Runde 2 (Folge 4)                                               | Runde 3 (Folge 6)                                       | Runde 4 (Folge 8)                                                     | Finale (Folge 10)              |
| -------------------- | -------------------------------------------------- | --------------------------------------------------------------- | ------------------------------------------------------- | --------------------------------------------------------------------- | ------------------------------ |
| Patrick & Antonia    | Marcel & Lisa                                      | Stephen & Katharina                                             | Sascha & Ivonne                                         | Stephen & Katharina                                                   | Promipaar 2022                 |
| Marco & Christina    | Nicht im Haus                                      | Nicht im Haus                                                   | Sascha & Ivonne                                         | Stephen & Katharina                                                   | 2. Platz                       |
| Diogo & Vanessa      | Nicht im Haus                                      | Nicht im Haus                                                   | Nicht im Haus                                           | Stephen & Katharina                                                   | 3. Platz                       |
| Cosimo & Natalie     | Marcel & Lisa                                      | Stephen & Katharina                                             | Mario & Doris                                           | Stephen & Katharina                                                   | 4. Platz                       |
| Stephen & Katharina  | Mario & Doris                                      | Kader & Ismet                                                   | Mario & Doris                                           | Cosimo & Nathalie                                                     | ausgeschieden in Folge 9       |
| Mario & Doris        | Marcel & Lisa                                      | Stephen & Katharina                                             | Sascha & Ivonne                                         | freiwilliger Auszug in Folge 8                                        | freiwilliger Auszug in Folge 8 |
| Sascha & Ivonne      | Marcel & Lisa                                      | Stephen & Katharina                                             | Mario & Doris                                           | rausgewählt in Folge 6                                                | rausgewählt in Folge 6         |
| Eric & Katha         | Marcel & Lisa                                      | Stephen & Katharina                                             | freiwilliger Auszug in Folge 6                          | freiwilliger Auszug in Folge 6                                        | freiwilliger Auszug in Folge 6 |
| Kader & Ismet        | Marcel & Lisa                                      | Stephen & Katharina                                             | ausgeschieden in Folge 5                                | ausgeschieden in Folge 5                                              | ausgeschieden in Folge 5       |
| Marcel & Lisa        | Sascha & Ivonne                                    | rausgewählt in Folge 2                                          | rausgewählt in Folge 2                                  | rausgewählt in Folge 2                                                | rausgewählt in Folge 2         |
|                      | Runde 1 (Folge 2)                                  | Runde 2 (Folge 4)                                               | Runde 3 (Folge 6)                                       | Runde 4 (Folge 8)                                                     | Finale (Folge 10)              |
| Freiwilliger Auszug  |                                                    |                                                                 | Eric & Katha                                            | Mario & Doris                                                         |                                |
| Nominierungs- schutz | Patrick & Antonia Eric & Katha Stephen & Katharina | Patrick & Antonia Cosimo & Natalie Eric & Katha Sascha & Ivonne | Marco & Christina Stephen & Katharina Patrick & Antonia | Patrick & Antonia Diogo & Vanessa Marco & Christina Patrick & Antonia |                                |
| Rauswahl             | Marcel & Lisa 6 von 8 Stimmen                      | Kader & Ismet (Exit-Duell)                                      | Sascha & Ivonne 3 von 6 Stimmen                         | Stephen & Katharina (Exit-Duell)                                      |                                |
| Anmerkungen: 1.      |                                                    |                                                                 |                                                         |                                                                       |                                |

## Einschaltquoten
| Folge | Datum der Erstausstrahlung | Zuschauerzahl | Zuschauerzahl   | Marktanteil | Marktanteil     | Quelle        |
| Folge | Datum der Erstausstrahlung | Gesamt        | 14 bis 49 Jahre | Gesamt      | 14 bis 49 Jahre | Quelle        |
| ----- | -------------------------- | ------------- | --------------- | ----------- | --------------- | ------------- |
| 1     | 7. September 2022          | 1,92 Mio.     | 0,86 Mio.       | 9,0 %       | 16,6 %          | [ Quoten 1 ]  |
| 2     | 11. September 2022         | 1,60 Mio.     | 0,66 Mio.       | 6,0 %       | 10,0 %          | [ Quoten 2 ]  |
| 3     | 14. September 2022         | 1,79 Mio.     | 0,79 Mio.       | 7,7 %       | 14,1 %          | [ Quoten 3 ]  |
| 4     | 18. September 2022         | 1,43 Mio.     | 0,62 Mio.       | 5,1 %       | 8,8 %           | [ Quoten 4 ]  |
| 5     | 21. September 2022         | 1,79 Mio.     | 0,81 Mio.       | 7,6 %       | 13,5 %          | [ Quoten 5 ]  |
| 6     | 25. September 2022         | 1,68 Mio.     | 0,73 Mio.       | 6,1 %       | 15,2 %          | [ Quoten 6 ]  |
| 7     | 28. September 2022         | 1,66 Mio.     | 1,19 Mio.       | 11,0 %      | 13,8 %          | [ Quoten 7 ]  |
| 8     | 2. Oktober 2022            | 1,53 Mio.     | 0,65 Mio.       | 5,7 %       | 10,5 %          | [ Quoten 8 ]  |
| 9     | 5. Oktober 2022            | 1,57 Mio.     | 0,63 Mio.       | –           | 11,6 %          | [ Quoten 9 ]  |
| 10    | 9. Oktober 2022            | 1,67 Mio.     | 0,79 Mio.       | 6,2 %       | 11,6 %          | [ Quoten 10 ] |

## Trennungen
- Eric Sindermann und Katharina Hambüchen trennten sich während der Dreharbeiten, kamen aber während der Dreharbeiten wieder zusammen. Kurz nach den Dreharbeiten folgte die endgültige Trennung.[2]
- Vanessa Mariposa und Diogo Sangre trennten sich kurz nach den Dreharbeiten.[3]
- Antonia Hemmer und Patrick Romer trennten sich im November 2022.[4]
- Marcel Dähne und Lisa Weinberger gaben im Dezember 2022 ihre Trennung bekannt.[5]